# Tušratta
Tušratta bzw. Tuschratta (akkadisch LUGAL KurḪa-ni-gal-ba-at Tu-uš-e-rat-ta) war ein mitannischer König. Die in den Amarna-Briefen verwendete Anrede LUGAL (in Erweiterung EN-in.MESCH) Hurri ist zuerst unter Muršili I. belegt. Üblicher ist die Benennung als König der Männer von Hurri. Er war mit Iuni verheiratet und war der Vater von Taduchepa und Šattiwazza.

## Regierungsdauer
Im Amarna-Brief EA 17 wird Artaššumara als König von Mitanni genannt und später im Bericht von Tušratta als mein Bruder erwähnt.

### Amarna-Briefe
Im 10. Regierungsjahr des Amenophis III. wird Tušratta bereits als Handlungsbevollmächtigter für die Heirat der Tochter Kiluchepa von Šutarna II. erwähnt. Da Tušratta später berichtet, dass er als minderjähriger Thronfolger durch einen UD-HI vertreten wurde, ergibt sich eine sehr kurze Regierungsdauer für Artassumara. Im 30. Regierungsjahr des Amenophis III. war Šutarna II. bereits verstorben. Nur sechs Jahre später wurde Tušrattas Tochter Taduchepa mit Amenophis III. verheiratet (EA 23).
Töchter wurden ab einem Alter zwischen 12 und 15 Jahren verheiratet. Nach Wolfgang Helcks Theorie wurde Taduchepa frühestens zwischen dem 22. und 25. Regierungsjahr des Amenophis III. geboren. Das Alter von Tušratta wäre dann entsprechend auf ca. 11 bis 15 Jahre anzusetzen. Wolfgang Helck setzt daher den Regierungsbeginn von Tušratta in das 15.–18. Regierungsjahr des Amenophis III., was eine Geburt von Tušratta in der Zeit des 10. bis 14. Regierungsjahr des Amenophis III. bedeuten würde. Diese Ansetzung kollidiert jedoch mit dem Hinweis im 10. Regierungsjahr des Amenophis III., in welchem Tušratta als Handlungsbevollmächtigter genannt wird. Folgt man diesem Zeitstrang, ist Tušrattas Geburt sogar in die letzten Regierungsjahre von Thutmosis IV. zu legen, was wiederum im Widerspruch zur bisherigen Chronologie steht. Der Widerspruch konnte bis heute nicht zufriedenstellend erklärt werden.

### Antritt der Regierung
Nachdem Tušratta wohl als Marionettenkönig benutzt worden war, gelang es ihm, die Macht zu ergreifen und UD-HI und dessen Gefolgsleute zu töten. Tušratta nahm darauf den diplomatischen Kontakt mit Ägypten wieder auf, der nach dem Tode Artassumaras abgebrochen war (EA 17-29). In seinem ersten Brief (EA 17) schickte er Beute aus einem Feldzug gegen Hatti an seinen „Bruder“ Amenophis III. (Nimmuriya). In einem späteren Brief (EA 21) berichtet Tušratta, wie er den ägyptischen Botschafter Mane und dessen Übersetzer Uane mit hohen Ehren empfängt und reich beschenkt. Er war also sehr darauf bedacht, gute Beziehungen zu Ägypten zu unterhalten, dessen Macht im Norden freilich im Schwinden begriffen war.
Nach dem Tod von Amenophis III. heiratete  Amenophis IV. Taduchepa.
Unter Tušratta wurden große Teile Mitannis von den Hethitern unter Šuppiluliuma I. erobert, es gelang ihnen aber nicht, eine ständige Herrschaft zu errichten.
Tušrattas Sohn Šattiwaz(z)a folgte ihm auf dem Thron. Er war mit einer Tochter Šuppiluliumas verheiratet.
| Zeitgenossen von Tušratta (1370–1350) |                              |                             |
| Ägypten                               | Assyrien                     | Hethiter                    |
| Amenophis III. (1390–1352)            | Eriba-Adad I. (1391–1366)    | Arnuwanda I. (1400–1375)    |
| Amenophis IV. (1351–1337)             | Aššur-uballit I. (1365–1330) | Tudḫaliya II. (1375–1355)   |
|                                       |                              | Šuppiluliuma I. (1355–1323) |